# 犁苞滨藜
犁苞滨藜（学名：Atriplex dimorphostegia）为苋科滨藜属的植物。分布在伊朗、阿拉伯、哈萨克斯坦、乌兹别克斯坦、阿富汗以及中国大陆的新疆等地，多生在沙丘，目前尚未由人工引种栽培。

## 异名
- Atriplex dimorphostegia Kar. et Kir. var. sagittiformis Aellen